# 埃氏旗鱂
埃氏旗鱂，為輻鰭魚綱鯉齒目鰕鱂亞目鰕鱂科的其中一種，為熱帶淡水魚，分布於非洲喀麥隆淡水流域，體長可達4公分，棲息在溪流底中層水域，屬雜食性，生活習性不明，可作為觀賞魚。

## 擴展閱讀
維基物種上的相關：埃氏旗鱂